# Herentia grandicella
Herentia grandicella är en mossdjursart som först beskrevs av Ferdinand Canu och Ray Smith Bassler 1929.  Herentia grandicella ingår i släktet Herentia och familjen Escharinidae. Inga underarter finns listade i Catalogue of Life.